# Мария д’Авен (герцогиня Бурбона)
Мария д’Авен, Мария де Эно (фр. Marie d’Avesnes; 1280—1354) — герцогиня де Бурбон (1327—1341), дочь Жана II д’Авена и Филиппы Люксембургской. Супруга герцога Людовика I де Бурбона.

## Семья
Её братом был Вильгельм I де Эно. Её племянницами (дочери Вильгельма) были Маргарита I, графиня Голландии, которая вышла замуж за императора Священной Римской империи Людовика IV; и Филиппа Геннегау, которая вышла замуж за короля Англии Эдуарда III. Филиппа была матерью девятерых детей, в том числе Эдуарда Чёрного Принца, который в свою очередь был отцом короля Англии Ричарда II и Джона Гонта, отца короля Англии Генриха IV, основателя династии Ланкастеров.

## Брак и дети
В сентябре 1310 года Мария д’Авен вышла замуж за Людовика де Бурбона, сына Роберта де Клермона и Беатрис Бургундской. У них было восемь детей:
- Пьер I (1311—1356), герцог де Бурбон (с 1341)
- Жанна (1312—1402); муж (с 1324): Ги VII (1299—1358), граф де Форе
- Маргарита (1313—1362); 1-й муж (с 1320): Жан II де Сюлли (ум. 1343), сеньор де Сюлли; 2-й муж (с 1346): Ютин (ум. 1361), сеньор де Вермейль
- Мария (1315—1387); 1-й муж (с 1330): Ги де Лузиньян (ум. до 1343), князь Галилеи; 2-й муж (с 1347): Роберт Тарентский (1326—1364), князь Таренто
- Филиппа (1316 — после 1327)
- Жак (1318)
- Жак I (1319—1362), граф де Ла Марш (с 1341), граф де Понтьё (1351—1360)
- Беатрис (1320—1383); 1-й муж (с 1335): Иоанн (Ян) Слепой (1296—1346), король Чехии и граф Люксембурга; 2-й муж (с ок. 1347): Эд II де Грансей (ум. после 1380), сеньор де Грансей[2].